# Gertrude Abercrombie
Gertrude Abercrombie (17 février 1909, Austin - 3 juillet 1977, Chicago) est une artiste peintre américaine. Connue comme « la reine des artistes bohèmes », l'artiste se passionne pour la scène jazz de Chicago. Elle devient proche de musiciens tels que Dizzy Gillespie, Charlie Parker et Sarah Vaughan, dont la musique inspire son propre travail créatif.

## Biographie
Originaire du Texas, Gertrude Abercrombie est la fille de Tom et Lula Janes Abercrombie, tous deux chanteurs d'opéra ambulants qui se trouvaient à Austin le jour de la naissance de Gertrude. En 1913, la famille déménage à Berlin afin de stimuler la carrière artistique de Lula Janes Abercrombie, mais le début de la Première Guerre mondiale les pousse à revenir aux États-Unis. À leur retour, ils s'installent à Aledo dans l’Illinois, avant d'emménager à Chicago, en 1916. Elle est élevée selon les principes de la Science chrétienne,.
En 1929, elle obtient un diplôme en langues romanes de l'Université de l'Illinois. Après avoir étudié brièvement le dessin à l'Art Institute of Chicago, elle suit un cours d'un an en art commercial à l'American Academy of Art de Chicago. Elle commence alors à dessiner pour les publicités du Mesirow Department Store. Elle travaille également brièvement comme artiste visuel pour la compagnie Sears.
En 1940, Gertrude Abercrombie se marie avec l'avocat Robert Livingston et, en 1942, donne naissance à leur fille Dinah. En 1948, le couple divorce. La même année, elle se remarie avec le critique musicale Frank Sandiford. Le musicien Dizzy Gillespie est invité à se produire lors de la soirée célébrant leur union. Le couple revendique un style de vie bohème, et aime côtoyer la scène jazz de Chicago. Ils rencontrent de nombreux musiciens par l'intermédiaire de Frank Sandiford. Elle se distingue aussi en tant que pianiste d'improvisation. Le couple se sépare en 1964,.
À la fin des années 1950, son état de santé se détériore en lien avec des problèmes financiers, d'alcoolisme et de l’arthrite. Elle devient très solitaire. Après 1959, le nombre de ses peintures diminue, de même que leur taille.  
Elle meurt le 3 juillet 1977 à Chicago.

## Carrière artistique

### Reine de la bohème artistique
En 1933, Gertrude Abercrombie réalise sa première vente lors d'une foire d'art en plein air organisée à Chicago. Elle reçoit une mention honorable dans le journal local couvrant l'événement. Au milieu des années 1930, elle quitte le domicile familial et devient très active sur la scène artistique régionale. De 1934 à 1940, elle travaille comme artiste peintre pour la Works Progress Administration. En 1934, la Chicago Society of Artists organise une exposition personnelle de son travail. Au cours des années 1930 et 1940, elle commence également à pratiquer la gravure sur bois.
Au sein du cercle avant-gardiste et de la scène jazz de Chigago, Gertrude Abercrombie devient la source d’inspiration de la chanson Gertrude's Bounce du pianiste Richie Powell, qui affirmait qu'elle marchait "exactement comme le son du rythme dans l'introduction". L'artiste apparaît dans son propre rôle dans le texte Gertrude of Stony Island Avenue de James Purdy, et inspire un personnage fictif dans Malcolm, Eustace Chisholm du même auteur.
Dans la dernière année de sa vie, une rétrospective majeure de son travail est organisé au Hyde Park Art Center. Après sa mort et comme le mentionne son testament, la fondation Gertrude Abercrombie Trust voit le jour, avec comme objectif de diffuser son travail, ainsi que celui d'autres artistes dont elle possédait les œuvres, auprès d'institutions culturelles du Midwest.

### Thèmes
Gertrude Abercrombie peint de nombreuses variantes de ses sujets de prédilection : intérieurs peu meublés, paysages dénudés, autoportraits et natures mortes. De nombreuses compositions présentent une femme seule vêtue d'une robe fluide, souvent représentée avec des attributs de sorcellerie : un hibou, un chat noir, une boule de cristal ou un manche à balai. Ces œuvres sont souvent des autoportraits. Grande et forte, elle se considère comme une femme laide, portant parfois un bonnet de velours pointu pour accentuer son apparence de sorcière et profitant du pouvoir que cet artifice lui confère sur ceux qui la craindraient ou s'en prendraient elle. Les années 1940 et 1950 sont décrites comme sa période la plus prolifique et la plus productive. Une époque où elle ne peint plus beaucoup de portraits, mais conserve ses autres thèmes préférés.

Les œuvres dites matures de Gertrude Abercrombie sont peintes dans un style précis et contrôlé. Elle s'intéresse peu au travail des autres artistes, bien qu'elle admire René Magritte. Autodidacte, l'artiste peintre ne considère pas son manque de formation approfondie comme un obstacle : 

« Je ne m'intéresse pas aux choses compliquées ni au banal. J'aime et aime peindre des choses simples qui sont un peu étranges. Mon travail vient directement de ma conscience intérieure et il doit venir facilement. C'est un processus de sélection et de réduction,. »

Son travail évolue pour intégrer son amour pour le jazz, inspiré par les fêtes et les jam sessions qu’elle organise dans sa maison de Hyde Park. Des musiciens tels que Sonny Rollins, Max Roach, Jackie Cain et le Modern Jazz Quartet constituent son cercle d'amis proches. Pour Dizzy Gillespie, 

« Gertrude Abercrombie a pris l'essence de notre musique et l'a transportée dans une autre forme d'art,. »

## Collections notables
- Ackland Art Museum, Chapel Hill, Caroline du Nord
- Institut d'art de Chicago, Chicago, Illinois
- Illinois State Museum, Springfield, Illinois
- Musée des arts et des sciences Lakeview, Peoria, Illinois
- Musée d'art contemporain de Madison, Madison, Wisconsin
- Musée d'art de Milwaukee, Milwaukee, Wisconsin
- Musée d'art contemporain, Chicago, Illinois
- Musée d'art américain Smithsonian, Washington, D.C.
- Université Western Illinois, Macomb, Illinois

## Reconnaissance
En 2012,  les œuvres de Gertrude Abercrombie sont au cœur de l'exposition In Wonderland: The Surrealist Adventures of Women Artists in Mexico and the United States, proposée au musée d'art du comté de Los Angeles,.